# Sheridan (Arkansas)
Pour les articles homonymes, voir Sheridan.
La ville de Sheridan est le siège du comté de Grant dans l'Arkansas aux États-Unis dont la population était de 3 872 habitants lors du recensement de 2000.

## Démographie
| 1880 | 1890 | 1900 | 1910 | 1920 | 1930  |
| ---- | ---- | ---- | ---- | ---- | ----- |
| 42   | 184  | 210  | 481  | 695  | 1 590 |

| 1940  | 1950  | 1960  | 1970  | 1980  | 1990  |
| ----- | ----- | ----- | ----- | ----- | ----- |
| 1 338 | 1 893 | 1 938 | 2 480 | 3 042 | 3 098 |

| 2000  | 2010  | - | - | - | - |
| ----- | ----- | - | - | - | - |
| 3 872 | 4 603 | - | - | - | - |

## Patrimoine religieux
- Église de la Sainte-Croix (catholique)